# ارين باركر
ارين باركر (بالإنجليزية: Warren Barker)‏ هو موزع وملحن أمريكي، ولد في 16 أبريل 1923 في أوكلاند في الولايات المتحدة، وتوفي في 3 أغسطس 2006 في غرينفيل في الولايات المتحدة.

## وصلات خارجية
- ارين باركر على موقع IMDb (الإنجليزية)
- ارين باركر على موقع ميوزك برينز (الإنجليزية)
- ارين باركر على موقع إن إن دي بي (الإنجليزية)
- ارين باركر على موقع أول ميوزيك (الإنجليزية)
- ارين باركر على موقع ديسكوغز (الإنجليزية)